# Nearco (cavalo)
Nearco , (24 de janeiro de 1935-6 de junho de 1957), foi um dos mais importantes senão o mais importante cavalo de corrida nascido na Itália, destacado chefe de raça, do qual descendem centenas de corredores ganhadores de grandes prêmios, espalhados por todos os países que mantêm um elevage de alto nível.
Filho de Pharos e Nogara, nasceu no haras do laureado criador Federico Tesio, famoso pelos seus conhecimento de genética e, por isso, excepcional formador de linhagens clássicas.
Aproximando-se a segunda Grande Guerra, temendo a sorte de seu pupilo perante o governo fascista de Benito Mussolini, aliado do ditador alemão Adolf Hitler, Federico Tesio preferiu retirá-lo da Itália, vendendo-o por altíssima soma a um criador inglês de Newmarket.

## Links
- Genealogia de Nearco